# 付小芳
付小芳（1986年5月6日—）中國職業撞球選手，是繼潘曉婷、劉莎莎後第三位拿到世界女子九球錦標賽冠軍的中國選手，是首位獲得黑八和九球世錦賽冠軍的女選手

## 比賽成績
- 2009年，安麗盃世界女子花式撞球公開賽16強止步
- 2009年，越南室內運動會女子8號球銅牌
- 2009年，久斯杯世界九球中国浦东唐城公开赛季军
- 2009年，瀋陽世界女子9號球錦標賽殿軍
- 2010年，安麗盃世界女子花式撞球公開賽16強止步
- 2010年，瀋陽世界女子9號球錦標賽冠軍
- 2010年，第十六屆廣州亞運女子花式9號球銅牌
- 2011年，安麗盃世界女子花式撞球公開賽季軍
- 2011年，浦东唐城星牌杯世界9球中国公开赛女子組冠軍
- 2011年，瀋陽世界女子9號球錦標賽殿軍
- 2012年，傳世鼎言中國撞協(CBSA)美式撞球承德國際公開賽冠軍
- 2012年，上置集团杯女子9球世锦赛亞軍
- 2012年，WPA年度世界排名第三
- 2013年，WPA年度世界排名第十七
- 2014年，安麗盃世界女子花式撞球公開賽止於八強
- 2014年，WPA世界排名第八
- 2014年，CBSA广州美式九球公开赛女子組冠軍
- 2015年，安麗盃世界女子花式撞球公開賽第五名
- 2015年，浦东唐城世界9球中国公开赛女子組亞軍
- 2015年，WPA年度世界排名第四
- 2017年，中式撞球世錦賽冠軍
- 2017年，浦东唐城世界9球中国公开赛女子組季軍
- 2018年9月9日，世界9球中国公开赛冠军[2]